# SWM (Motorrad)
SWM (speedy working motors) ist ein italienischer Motorradhersteller. 

## Geschichte

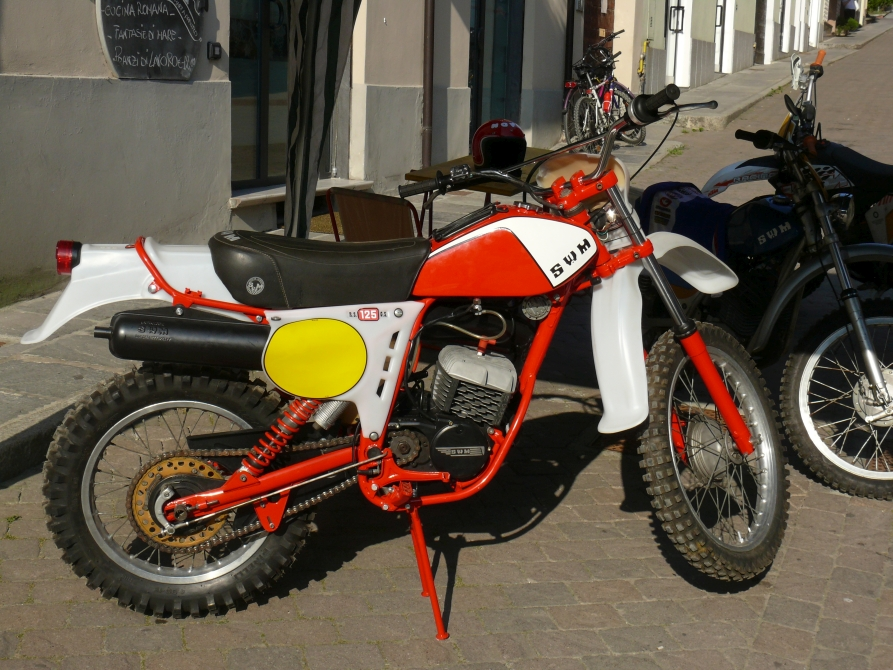
SWM 125 Enduro aus ca. 1977

Das Unternehmen wurde ursprünglich von Piero Sironi und Fausto Vergani gegründet und existierte von 1971 bis 1984. Sportliche Erfolge konnte das Unternehmen vor allem im Motocross und im Endurosport erringen. SWM verbaute anfangs 6-Gang-Motoren von Sachs, später wechselte man zu Rotax als Motorenlieferant. Die luftgekühlten Zweitakter verfügten über eine Schiebereinlass-Steuerung. In den 1970er Jahren gewann SWM in der Enduro-Europameisterschaft sechs Titel. Bei der Internationalen Sechstagefahrt 1975 gewann ein mit SWM-Motorräder ausgestattetes Team die Silbervase.
2014 erfolgte eine Neugründung des Unternehmens durch die Manager Ampelio Machi (ehemaliger Husqvarna Ingenieur) und Daxing Gong (Geschäftsführer der chinesischen Shineray Group). Grundlage für die vorgestellten Offroad-Motorräder waren Motoren, die vor der BMW Übernahme von Husqvarna 2007 verwendet wurden.

## Trivia
Zum 1. Januar 2025 waren in Deutschland 3720 SWM-Krafträder zum Straßenverkehr zugelassen, was einem Anteil von 0,1 Prozent entspricht.

## Modelle

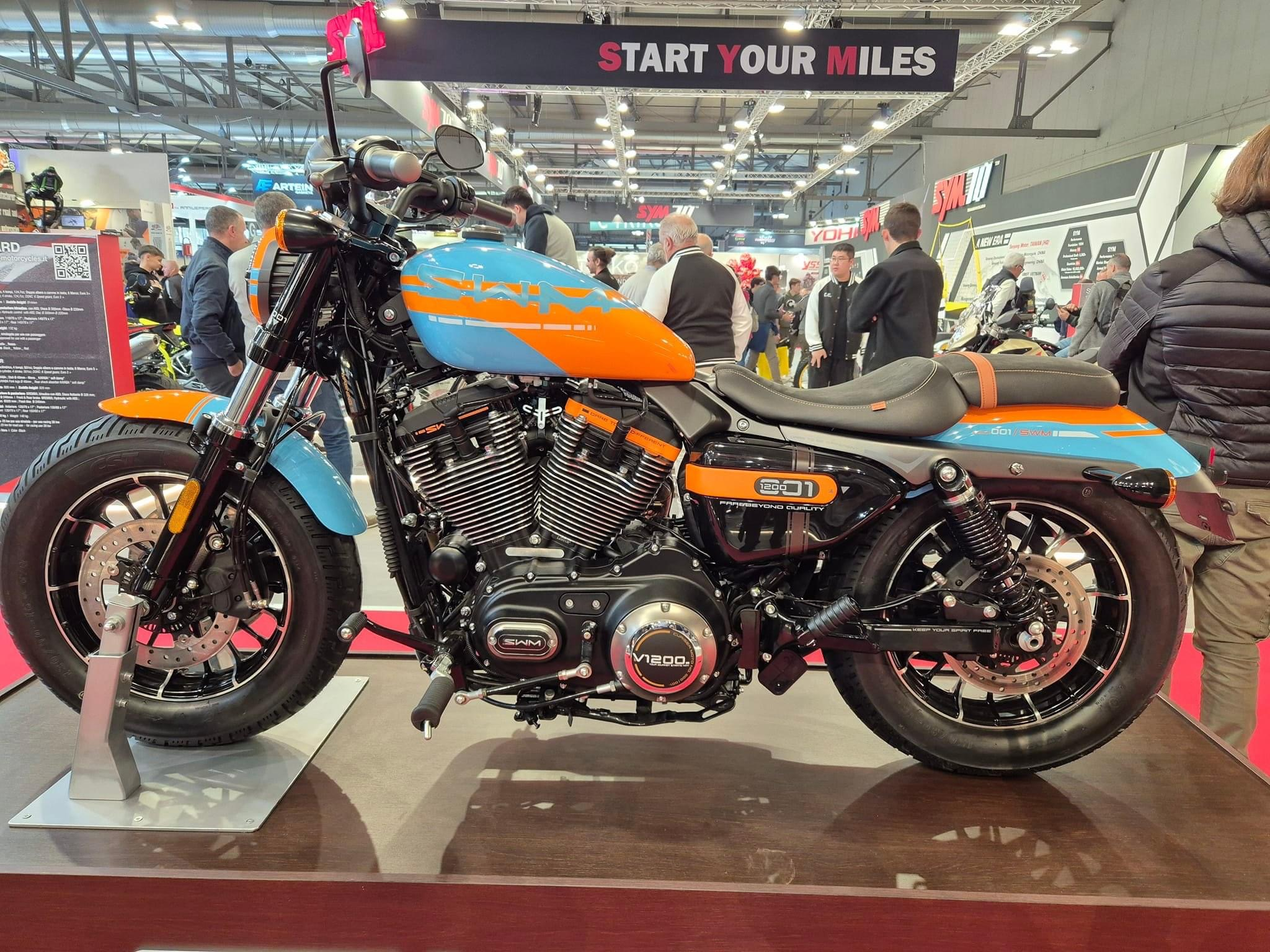
SWM V1200 Stormbreaker für das Modelljahr 2025

Alle Modelle (Stand November 2024):

### Enduro
RS 125 R
RS 300 R
RS 500 R

### Supermoto
SM 125 R 
SM 500 R 
Superdual T
Superdual X

### Naked Bikes
Hoku 125
Hoku 400

### Street Bikes
Gran Turismo 650
Gran Milano

### Cruiser
Stormbreakter V 1200